# Polygonum equisetiforme
Polygonum equisetiforme Sm. – gatunek rośliny z rodziny rdestowatych (Polygonaceae Juss.). Występuje naturalnie w basenie Morza Śródziemnego, na Wyżynie Irańskiej oraz Nizinie Turańskiej. Epitet gatunkowy equisetiforme pochodzi z łaciny i oznacza „przypominający skrzyp”. 

## Rozmieszczenie geograficzne
Rośnie naturalnie w basenie Morza Śródziemnego, na Wyżynie Irańskiej oraz Nizinie Turańskiej. Występuje między innymi w północno-zachodniej części Afryki Północnej, Portugalii, Hiszpanii, Włoszech (tylko na Sycylii i w Apulii), Grecji, Bułgarii, Turcji oraz Izraelu. Na Cyprze ma status gatunku autochtonicznego i jest spotykany na całej wyspie. 

## Morfologia
PokrójBylina dorastająca do 25–200 cm wysokości. Pędy są zdrewniałe, sztywne, są rozesłane lub wzniosłe, dorastają do 30–100 cm długości.
LiścieUlistnienie jest naprzemianległe, są pojedyncze, więdnące przed kwitnieniem. Ich blaszka liściowa jest naga i ma eliptyczny kształt. Mierzy 20–60 mm długości, jest całobrzega lub ząbkowana przy wierzchołku. Gatka jest zazwyczaj krótsza niż międzywęźla (dorasta do 3–4 mm długości), jest błoniasta i ma białą barwę.
KwiatyZebrane w luźne kłosy. Pojedyncze kwiaty mierzą 2–4 mm średnicy. Okwiat składa się z 5 listków okwiatu zrośniętych u podstawy, które mają biało-różową barwę z zielonymi kreskami. Pręcików jest najczęściej 8, mają białe nitki i żółte pylniki. Słupki są 3. Podsadki są małe, nie przypominają liści.
OwoceBardzo błyszczące niełupki o czarniawej barwie, nie mają skrzydełek, osiągają 2–5 mm długości.
Gatunki podobneRoślina jest podobna do gatunku P. maritimum, jednak różni się od niego dłuższymi i sztywnymi gałązkami.

## Biologia i ekologia
Rośnie na nieużytkach, przy drogach i polach uprawnych oraz na terenach skalistych. Występuje na wysokości do 600 m n.p.m. Kwitnie od lipca do października (według innych źródeł kwitnienie rozpoczyna się już w kwietniu). Rośnie od 9 do 10 strefy mrozoodporności. Preferuje stanowiska w pełnym nasłonecznieniu, źle znosi cień. 

## Zastosowanie
Roślina jest używana jako przyprawa do herbaty. Roślina zawiera kwas szczawiowy, który nie jest substancją toksyczną, jednak może prowadzić do niedoboru minerałów u organizmie.